# Lovtsi
Lovtsi (bulgariska: Ловци) är ett distrikt i Bulgarien.   Det ligger i kommunen Obsjtina Madan och regionen Smoljan, i den södra delen av landet, 190 km sydost om huvudstaden Sofia.
I omgivningarna runt Lovtsi växer i huvudsak blandskog. Runt Lovtsi är det ganska tätbefolkat, med 75 invånare per kvadratkilometer.